# 暨阳街道
暨阳街道，中国浙江省绍兴市诸暨市下辖的一个街道。2019年6月20日，划出三江新村、城新村、新光村、暨南村归属暨南街道管辖。

## 行政区划
暨阳街道现辖：
下江东社区、上江东社区、浣北社区、望云社区、福门社区、东兴社区、江新社区、西施殿社区、八一社区、艮塔社区、江北社区、丫路头社区、暨二社区、茅渚埠社区、浣江社区、城郊社区、浣纱社区、金鸡坞社区、鸬鹚湾社区、曲山社区、新航社区、詹家山社区、粱家埠社区、下坊门社区、金鸡山后社区、杨树坂社区、碑亭社区、应山社区、凤山社区、五纹岭社区、浣南社区、郭家社区、徐家社区、祥安社区、大桥社区、南门社区、南苑社区、袁家村、江龙村、五浦头村、赵家村、孙家村、邱村、马村、新光村、诸东村、东三村、同乐上村、城新村、三江新村、同乐下村、金三角村、宜东村、宜南村、郭叶柏村、城南新村、安家湖村、侣东村、赵石新村、浦阳新村、双福村和暨南村。